# Metopa dawsoni
Metopa dawsoni är en kräftdjursart som beskrevs av J. L. Barnard 1962. Metopa dawsoni ingår i släktet Metopa och familjen Stenothoidae. Inga underarter finns listade i Catalogue of Life.